# Mayall II
Mayall II (M31 G1) também conhecido como NGC-224-G1, SKHB 1, GSC 2788:2139, HBK 0-1 ou Aglomerado de Andrômeda é um aglomerado globular em M31, a Galáxia de Andrômeda.
Está localizado a 170.000 anos-luz do centro da Galáxia de Andrômeda, é o mais brilhante (magnitude absoluta) aglomerado globular no Grupo Local, tendo uma magnitude aparente de 13.7. G1 é consideravelmente mais massvio que Omega Centauri.
Apenas em sua distribuição de metalicidade, indicado nas gerações de estrelas mútiplas e longos períodos de criação estelar, é atualmente considerada um remanescente de uma galáxia anã consumida por Andrômeda.
Mayall II nomeado com o nome de Nicholas U. Mayall, que descobriu juntamente com O. J. Eggen, em 1953.
SKHB 1 está nomeado por Wallace L. W. Sargent, C.T. Kowal, F.D.A. Hartwick e Sidney van den Bergh. Foi nomeado também como G1 em 1977.
HBK 0-1 foi nomeado por J.P. Huchra, J.P. Brodie, e S.M. Kent em 1991.